# Berkes Erzsébet
Berkes Erzsébet (Újpest, 1940. december 15. – 2002. december 24.) József Attila-díjas (1983) újságíró, kritikus, dramaturg.

## Életpályája
Szülei: Berkes Sándor és Erneszt Irén voltak. Egyetemi tanulmányait a Kossuth Lajos Tudományegyetem magyar–történelem szakán kezdte 1959–1960 között. 1960–1964 között az ELTE BTK magyar–történelem szakán szerzett diplomát. 1964–1972 között a Magyar Színházi Intézet munkatársa volt. 1972–1977 között a Magyar Ifjúság, 1977–től a Magyar Nemzet irodalmi szerkesztője volt. 1989–től a Mozgó Világ című folyóirat munkatársa, rovatszerkesztője volt. Közben dramaturg Győrött és a Nemzeti Színházban. 1987–1988 között szerkesztőként dolgozott a Szépirodalmi Könyvkiadóban. Tanított a MÚOSZ Újságíró Iskolában is.

## Magánélete
1962-ben házasságot kötött Zsámboki Lajos mérnökkel. Egy fiuk született; András (1970).

## Művei
- Ifjabb Horváth István emlékezetére; szerk. Berkes Erzsébet; Borsod-Abaúj-Zemplén Megyei Tanács–Kazincbarcika Városi Tanács–Országos Színjátszó Fesztivál Rendező Bizottsága, Kazincbarcika, 1974
- Pillanatképek. Irodalmi bírálatok; Szépirodalmi, Bp., 1984
- Nem szép versek. Válogatás az 1992. év verseiből; vál., szerk. Berkes Erzsébet; Nap, Bp., 1993
- Galgóczi Erzsébet; Új Mandátum, Bp., 2001 (Post scriptum)

## Díjai
- József Attila-díj (1983)
- SZOT-díj (1984)
- Bölöni-díj (1989)